# Wesolowskana lymphatica
Wesolowskana lymphatica is een spinnensoort in de taxonomische indeling van de springspinnen (Salticidae).
Het dier behoort tot het geslacht Wesolowskana. De wetenschappelijke naam van de soort werd voor het eerst geldig gepubliceerd in 1989 door Wanda Wesołowska.